# Моґільниці
Моґільниці (пол. Mogilnice) — село в Польщі, у гміні Штабін Августівського повіту Підляського воєводства.
Населення — 200 осіб (2011).
У 1975-1998 роках село належало до Сувальського воєводства.

## Демографія
Демографічна структура станом на 31 березня 2011 року:
|          | Загалом | Допрацездатний вік | Працездатний вік | Постпрацездатний вік |
| -------- | ------- | ------------------ | ---------------- | -------------------- |
| Чоловіки | 99      | 24                 | 60               | 15                   |
| Жінки    | 101     | 25                 | 53               | 23                   |
| Разом    | 200     | 49                 | 113              | 38                   |